# C'était le 12 du 12 et Chili avait les blues
 (août 2023).

C'était le 12 du 12 et Chili avait les blues  est un film québécois de Charles Binamé.

## Synopsis
Le 12 décembre 1963, Chili rencontre Pierre-Paul, un représentant d'aspirateur dans une gare alors que les trains sont annulés à cause d'une tempête de neige.

## Fiche technique
- Réalisation : Charles Binamé
- Scénario : José Fréchette
- Photographie : Pierre Mignot
- Musique : Richard Grégoire
- Montage : Gaétan Huot
- Durée : 100 minutes
- Date de sortie : 26 août 1994

## Distribution
- Roy Dupuis : Pierre-Paul
- Lucie Laurier : Chili
- Joëlle Morin : Lili Tomasso
- Julie Deslauriers : Cathou Barbeau
- Fanny Lauzier : La Puce
- Marie-Josée Bergeron : Marie-Stella
- Emmanuel Bilodeau : Employé CN
- Pierre Curzi : Monsieur CN
- Claude Gagnon : Bébert